# Arsen Kotsojev

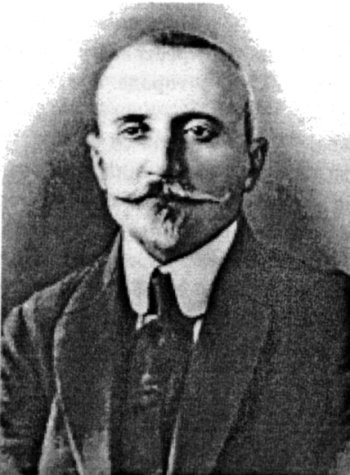
Arsen Kotsejev

Arsen Borisovitsj Kotsojev (Ossetisch: Арсен Борисович Коцойты ) (Gizel, Noord-Ossetië, 15 januari 1872 – Ordzjonikidze, 4 februari 1944) was een Russisch-Ossetisch schrijver.

## Leven en werk
Kotsojev werd geboren in een arme boerenfamilie. Wegens ziekte kon hij het seminarie niet afmaken. Nadat hij in 1902 had deelgenomen aan een opstand in Gizel werd hij verbannen en verkoos hij de Ossetische gemeenschap in Georgië, in het latere Zuid-Ossetië, waar hij korte verhalen begon te schrijven. Ook droeg hij bij aan vooraanstaande Ossetische tijdschriften. In 1912 ging hij naar Sint-Petersburg en werkte daar onder andere voor de Pravda. Vanaf die tijd en met name na de Russische Revolutie ging hij ook in het Russisch schrijven en groeide zijn roem, vooral als schrijver van korte verhalen.
De meeste verhalen van Kotsojev hebben een tragisch karakter. Vaak handelen ze over bergbewoners, hun strenge levenswijzen, bloedwraak, uithuwelijking, bijgeloof en over mensen die vanuit die achtergrond in een Westers georiënteerde stedelijke samenleving belanden.
Kotsojev wordt wel beschouwd als de grondlegger van de moderne Ossetische literatuur.
Menige straat in Ossetische steden als Beslan en Vladikavkaz is naar hem vernoemd.